# Krétské hieroglyfy
Krétské hieroglyfy jsou doposud nerozluštěné hieroglyfy užívané na Krétě v rané době bronzové (mínojská civilizace). Hieroglyfy jsou nejstarší ze tří krétských písem (spolu s lineárním písmem A, B). Hieroglyfy jsou starší než lineární písmo A (částečně rozluštěné), nicméně dlouhou dobu se oba systémy užívaly paralelně.
Je známo 137 glyfů, z toho je 96 sylabogramů, 32 logogramů, 9 jsou tzv. klasmatogramy. Následují znaky pro číslo (řádově jednotky, desítky, stovky a tisíce). Dva znaky jako interpunkční znaménka.
Písmo reprezentovalo neznámý předpokládaný jazyk (jazyky), tzv. mínojštinu, který se nepodařilo dále klasifikovat (pro několik v místě písemně doložených, ale neznámých jazyků, které nevykazují žádné souvislosti s řečtinou, se mluví o předpokládané rodině egejských jazyků), což znesnadňuje pokusy o rozluštění.

## Korpus
Poprvé vydal korpus Jean-Pierre Olivier v roce 1989. Obsahoval okolo 150 nápisů z pečetidel a pečetí a 120 paleografických památek. V roce 1996 vydaly autoři J.-P. Olivier a L. Godard rozšířený korpus Corpus Hieroglyphicarum Inscriptionum Cretae (CHIC).